# Kristinn Bjornsson
Kristinn Bjornsson est un skieur alpin islandais, né le 26 mai 1972 à Ólafsfjörður. Il compte deux podiums en Coupe du monde, obtenus en slalom, et a participé trois fois aux Jeux olympiques d'hiver.

## Palmarès

### Jeux olympiques d'hiver
Kristinn Bjornsson participe à trois éditions des Jeux olympiques d'hiver, aux Jeux de Lillehammer en 1994, ceux de Nagano en 1998 et ceux de Salt Lake City en 2002. Il y dispute quatre courses et obtient son meilleur résultat lors du slalom de Salt Lake City avec une vingt-et-unième place.
| Épreuve / Édition | Lillehammer 1994 | Nagano 1998 | Salt Lake City 2002 |
| ----------------- | ---------------- | ----------- | ------------------- |
| Slalom géant      | 30e              | Abandon     | -                   |
| Slalom            | -                | Abandon     | 21e                 |

### Championnats du monde
Kristinn Bjornsson participe à deux éditions des championnats du monde de ski alpin, en 1997 et 1999.
| Épreuve / Édition | Sestrières 1997 | Vail-Beaver Creek 1999 |
| ----------------- | --------------- | ---------------------- |
| Slalom géant      | Abandon         | 32e                    |
| Slalom            | Abandon         | 20e                    |

### Coupe du monde
Au total, Kristinn Bjornsson participe à 39 courses en Coupe du monde. Il compte deux podiums en slalom. Il obtient son meilleur classement général en 1998 en finissant au 49e rang, et se classe 15e du classement du slalom cette même année,.

#### Différents classements en Coupe du monde
| Saison / Épreuve | Saison / Épreuve | Général | Général | Slalom | Slalom |
| ---------------- | ---------------- | ------- | ------- | ------ | ------ |
| Saison / Épreuve | Saison / Épreuve | Class.  | Points  | Class. | Points |
| 1998             | 1998             | 49e     | 160     | 15e    | 160    |
| 1999             | 1999             | 99e     | 24      | 41e    | 24     |
| 2000             | 2000             | 56e     | 123     | 22e    | 123    |

#### Performances générales
| Résultat  | Super-G | Slalom géant | Slalom | Total |
| --------- | ------- | ------------ | ------ | ----- |
| 1re place | -       | -            | -      | -     |
| 2e place  | -       | -            | -      | 2     |
| 3e place  | -       | -            | -      | -     |
| Top 10    | -       | -            | 4      | 4     |
| Top 30    | -       | -            | 9      | 9     |
| Autres    | 1       | 2            | 27     | 30    |
| Départs   | 1       | 2            | 36     | 39    |